# Maluenda (kommunhuvudort)
Maluenda är en kommunhuvudort i Spanien.   Den ligger i provinsen Provincia de Zaragoza och regionen Aragonien, i den nordöstra delen av landet, 200 km nordost om huvudstaden Madrid. Maluenda ligger 588 meter över havet och antalet invånare är 1 018.
Terrängen runt Maluenda är huvudsakligen kuperad, men åt nordväst är den platt. Maluenda ligger nere i en dal. Runt Maluenda är det glesbefolkat, med 11 invånare per kvadratkilometer. Närmaste större samhälle är Calatayud, 7,6 km norr om Maluenda. Omgivningarna runt Maluenda är i huvudsak ett öppet busklandskap.